# Hemilissopsis
Hemilissopsis är ett släkte av skalbaggar. Hemilissopsis ingår i familjen långhorningar.
Kladogram enligt Catalogue of Life:
| Hemilissopsis | \| \| Hemilissopsis clenchi \| \| \| \| \| \| Hemilissopsis fernandezae \| \| \| \| |
|               | \| \| Hemilissopsis clenchi \| \| \| \| \| \| Hemilissopsis fernandezae \| \| \| \| |
|               | Hemilissopsis clenchi                                                               |
|               |                                                                                     |
|               | Hemilissopsis fernandezae                                                           |
|               |                                                                                     |